# Shangri-La (Vic Dana)
Shangri-La è il quarto album del cantante pop statunitense Vic Dana, pubblicato dalla Dolton Records nel maggio 1964.

## Tracce

### LP (1964, Dolton Records, BLP-2028/BST-8028)
Lato A
1. Call Me Irresponsible – 2:17 (testo: Sammy Cahn – musica: Jimmy Van Heusen)
2. My Heart Belongs to Only You – 2:30 (Frank Daniels, Dorothy Daniels)
3. Good News – 2:19 (Louis Gottlieb)
4. Softly, as I Leave You – 2:40 (testo: Giorgio Calabrese; testo in inglese di John Harris (Hal Shaper) – musica: Antonio DeVita)
5. My Heart Cries for You – 2:57 (Percy Faith, Carl Sigman)
6. Hello, Dolly! (From the Broadway Production "Hello, Dolly!") – 2:28 (Jerry Herman)

Durata totale: 15:11
Lato B
1. Shangri-La – 2:03 (testo: Carl Sigman – musica: Matty Malneck, Robert Maxwell)
2. Charade – 2:34 (testo: Johnny Mercer – musica: Henry Mancini)
3. The Shelter of Your Arms – 2:40 (Jerry Samuels)
4. Diane – 2:51 (testo: Lew Pollack – musica: Ernö Rapée)
5. Stairway to the Stars – 2:04 (testo: Mitchell Parish – musica: Matty Malneck, Frank Signorelli)
6. The More I See You – 2:05 (testo: Mack Gordon – musica: Harry Warren)

Durata totale: 14:17

## Musicisti
- Vic Dana – voce
- Ernie Freeman – direttore d'orchestra, arrangiamenti

### Produzione
- Dick Glasser – produzione
- "Bones" Howe – ingegnere delle registrazioni
- Studio Five – foto e design copertina album originale[3]

## Classifica
Album
| Anno | Classifica | Posizione raggiunta |
| ---- | ---------- | ------------------- |
| Data | TOP LP's   | 116                 |